# Clámide

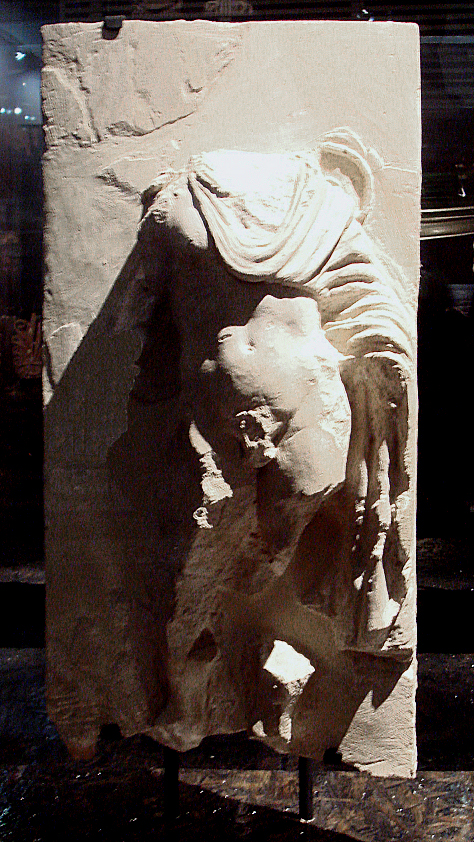
Friso de un hombre vistiendo una clámide, en Alejandría de Oxiana.

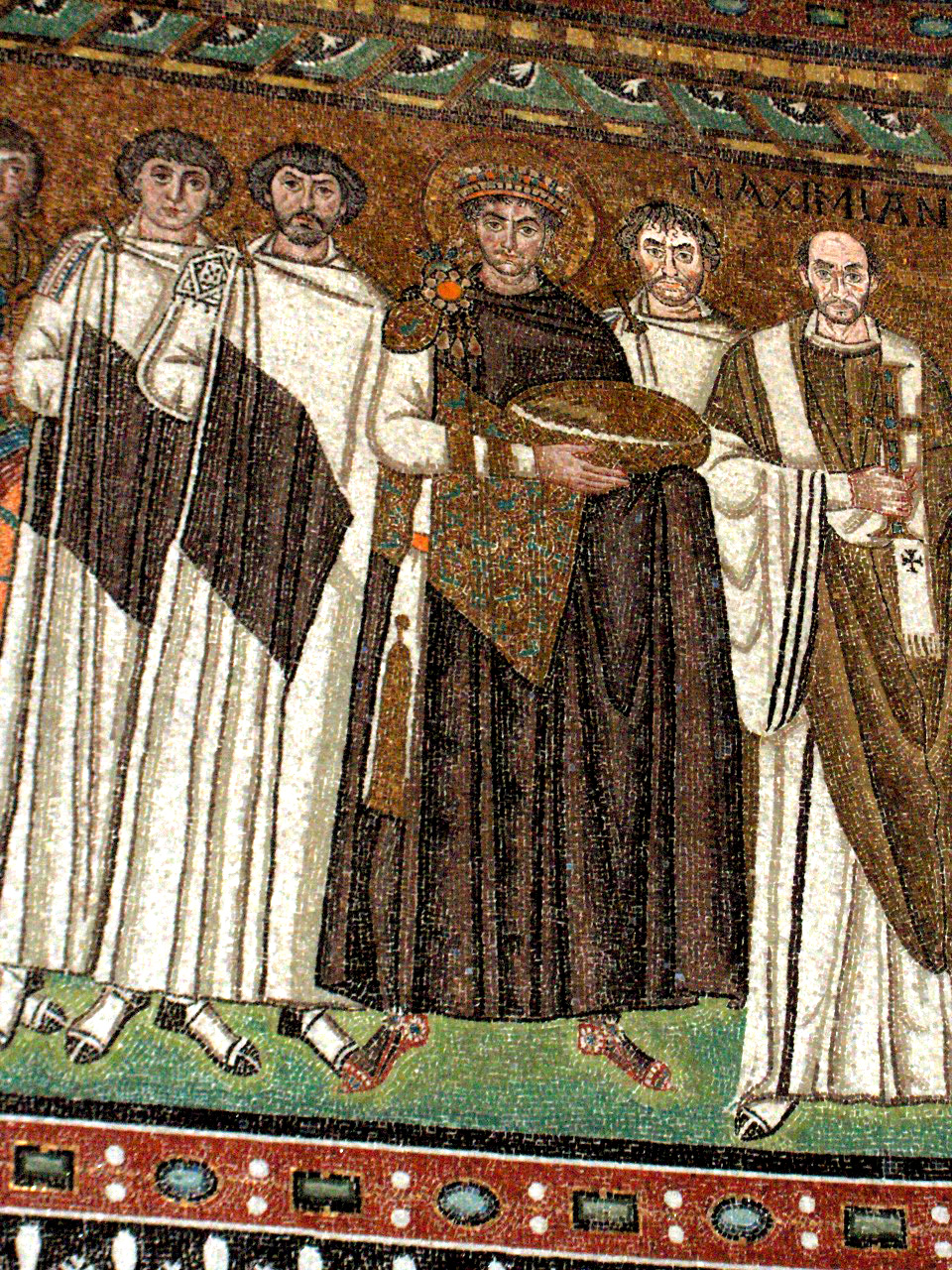
Justiniano I y sus oficiales llevando clámides ceremoniales bizantinas tempranas, Ravena.

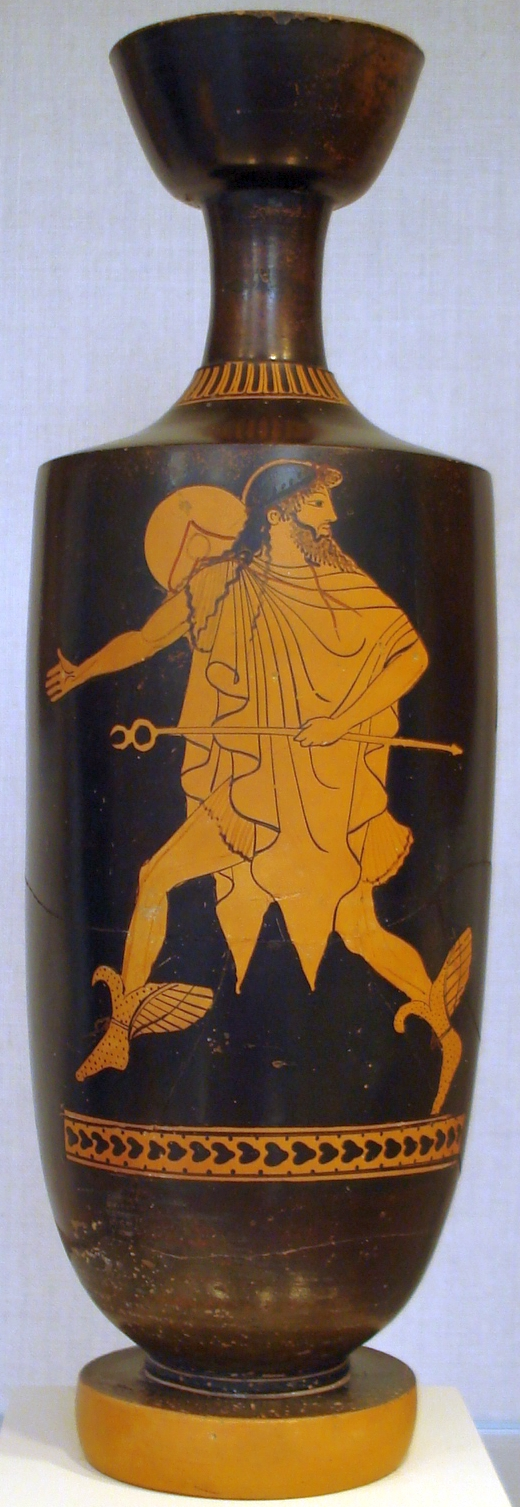
Lécito con Hermes llevando una clámide.

La clámide (en griego antiguo: χλαμύς, khlamýs) era una prenda de vestir ligera, hecha de lana, que llevaban a modo de capa los soldados de caballería y efebos griegos entre los siglos VI y III a. C.
Era en esencia un rectángulo de proporciones 2 × 1 aproximadamente, con un largo aproximado de la altura de su portador. Estaba hecha de lana fina y solía llevar una franja de color adornando los lados menores. Recrear una clámide es relativamente sencillo usando una sábana de cama individual o trozo de tela de dimensiones similares o algo más pequeño. Para ello basta con doblar a lo ancho la tela, y en el lado derecho fijar los dos extremos a un tercio desde el doblez mediante un imperdible o broche. La forma de colocarse la clámide era introduciendo la cabeza por la abertura quedando el broche sobre el hombro derecho.
Se usaba en la estación cálida por los soldados jóvenes, como prenda única, a excepción de las sandalias, y ceñida con una fíbula generalmente sobre el hombro derecho aunque hay documentación que sitúa la fíbula en el hombro izquierdo, la base del cuello e incluso sobre la espalda. El hecho de ser una prenda tan ligera sobre el cuerpo desnudo hace que algunos historiadores la crean más conveniente únicamente para el estadio, teorizando que en situaciones de campaña se llevaría con una túnica debajo. Laver afirma que los guerreros griegos vestían túnica de cuero con placas metálicas y, para protegerse en las batallas, usaban la clámide abrochada en un hombro o enrollada en el brazo izquierdo.
Posteriormente la clámide fue adoptada por los romanos y acabó derivando en el paludamentum que se vestía sobre la coraza por los mandos militares.
La clámide tuvo continuidad en el período bizantino, siendo a menudo mucho más grande, llevada de lado con un cierre en el hombro, y casi alcanzaba el suelo por delante y por detrás.